# Симпліційне відображення
У алгебричній топології симпліційним відображенням між двома симпліційними комплексами називається відображення, що переводить вершини одного комплекса у вершини іншого і до того ж образи вершин деякого симплекса теж є вершинами симплекса (можливо із повтореннями). Також відображення продовжуються до відображень між поліедрами, лінійно на кожному симплексі через барицентричні координати.

## Означення
Нехай K і L є симпліційними комплексами, а |K| і |L| позначають відповідні поліедри. Тоді відображення {\displaystyle f\colon |K|\to |L|} називається симпліційним, якщо воно задовольняє такі властивості:
1. Якщо v є вершиною симпліційного комплексу K, то f(v) є вершиною комплексу L.
2. Якщо {\displaystyle a_{0},a_{1},\dots ,a_{n}} є вершинами деякого симплекса комплексу K то {\displaystyle f(a_{0}),f(a_{1}),\dots ,f(a_{n})} є вершинами деякого симплекса комплексу L (вершини можуть повторюватися).
3. Якщо деяка точка може бути записана через вершини її симплекса як:

{\displaystyle p=\sum _{i=0}^{k}\lambda _{i}a_{i}\,\in (s)}
то її образ при відображенні є рівним
{\displaystyle f(p)=\sum _{i=0}^{k}\lambda _{i}f(a_{i}),}
тобто відображення є лінійним відносно барицентричних координат.
Якщо розглядати тільки відображення на вершинах, то перші дві властивості дають означення симпліційного відображення між симпліційними комплексами, зокрема абстрактними симпліційними комплексами.
Бієктивні симпліційні відображення називають симпліційними ізоморфізмами.

## Властивості
- Якщо {\displaystyle f\colon |K|\to |L|} і {\displaystyle g\colon |L|\to |M|} є симпліційними відображеннями (між симпліційними комплексами, чи відповідними поліедрами), то {\displaystyle g\circ f} теж є симпліційним відображенням.
- Симпліційне відображення {\displaystyle f\colon |K|\to |L|} між поліедрами є неперервним.

Оскільки відображення f за означенням є лінійним на кожному симплексі комплекса K, то воно є неперервним на цих симплексах. Нехай {\displaystyle X\subset |L|} є замкнутою підмножиною. Тоді також {\displaystyle X\cap (s)} є замкнутою множиною, для кожного відкритого симплекса у L. Відповідно із неперервності {\displaystyle f^{-1}(X\cap (s))\cap (t)} є замкнутою множиною для кожного відкритого симплекса (t) у K. Звідси і {\displaystyle f^{-1}(X)\cap (t)} є замкнутою множиною для кожного відкритого симплекса (t) у K. Оскільки відкриті симплекси утворюють відкрите покриття простору K, то і {\displaystyle f^{-1}(X)} є замкнутою множиною, тобто відображення є неперервним.

## Симпліційне наближення
Нехай {\displaystyle g\colon |K|\to |L|} є неперервним відображенням між поліедрами, а {\displaystyle {\text{st}}(a)} позначає зірку вершини комплексу. Симпліційне відображення {\displaystyle f\colon K\to L} називається симпліційним наближенням до g, якщо для всіх вершин {\displaystyle f({\text{st}}(a))\subseteq {\text{st}}(g(a))}.

### Властивості
- Нехай {\displaystyle f:K\to L} — симпліційне відображення і {\displaystyle \phi } його симпліційне наближення. Тоді {\displaystyle \phi =f.}
- Якщо {\displaystyle g\colon |K|\to |L|} є неперервним відображенням між поліедрами і для кожної вершини {\displaystyle a\in K} існує вершина {\displaystyle b\in L}, така що {\displaystyle f({\text{st}}(a))\subseteq {\text{st}}(b),} то існує симпліційне наближення f до відображення g для якого  {\displaystyle f(a)=b.}

Необхідно лише перевірити, що якщо {\displaystyle a_{0},a_{1},\dots ,a_{n}} є вершинами деякого симплекса комплексу K то {\displaystyle f(a_{0}),f(a_{1}),\dots ,f(a_{n})} є вершинами деякого симплекса комплексу L. Нехай точка p належить відкритому симплексу {\displaystyle (a_{0},a_{1},\dots ,a_{n}).} Тоді {\displaystyle p\in {\text{st}}(a_{0})\cap {\text{st}}(a_{1})\cap \dots \cap {\text{st}}(a_{n})} і тому {\displaystyle g(p)\in g({\text{st}}(a_{0}))\cap g({\text{st}}(a_{1}))\cap \dots \cap g({\text{st}}(a_{n}))\subseteq {\text{st}}(f(a_{0}))\cap {\text{st}}(f(a_{1}))\cap \dots \cap {\text{st}}(f(a_{n})).} Тобто для відкритого симплекса, якому належить точка {\displaystyle g(p)} усі {\displaystyle f(a_{i})} є вершинами. Відповідно вони є вершинами деякої грані цього симплекса.
- Якщо {\displaystyle g\colon |K|\to |L|} є неперервним відображенням між поліедрами і {\displaystyle f} його симпліційним наближенням, то відображення {\displaystyle f} і {\displaystyle g} є гомотопними. До того ж гомотопію можна вибрати відносною до множини точок у яких  {\displaystyle f(p)=g(p).}

Якщо точка p належить відкритому симплексу {\displaystyle (a_{0},a_{1},\dots ,a_{n})} то, як у доведенні попередньої властивості {\displaystyle g(p)} належить симплексу для якого всі {\displaystyle f(a_{i})} є вершинами. Відповідно {\displaystyle f(p)} також належить цьому симплексу, як і відрізок, що сполучає {\displaystyle f(p)} і {\displaystyle g(p)}. Відповідно можна побудувати гомотопію від f до g вздовж цих відрізків. За побудовою вона буде відносною до множини точок у яких {\displaystyle f(p)=g(p).}
- Нехай {\displaystyle g_{1}\colon |K|\to |L|} і {\displaystyle g_{2}\colon |L|\to |M|} є неперервними відображеннями між поліедрами і {\displaystyle f_{1}} і {\displaystyle f_{2}} є симпліційними наближеннями до {\displaystyle g_{1}} і {\displaystyle g_{2}} відповідно. Тоді {\displaystyle f_{2}\circ f_{1}} є симпліційним наближенням до {\displaystyle g_{2}\circ g_{1}}.
- Теорема про симпліційне наближення. Якщо {\displaystyle g\colon |K|\to |L|} є неперервним відображенням між поліедрами, то існує число {\displaystyle n_{0}} таке, що для всіх {\displaystyle n\geqslant n_{0}} існує симпліційне наближення {\displaystyle f:\mathrm {Bd} ^{n}K\to L} до {\displaystyle g} (де {\displaystyle \mathrm {Bd} ^{n}\;K} позначає застосування n разів процесу барицентричного розбиття до симпліційного комплексу.